# Wahlkreis Grosseto (Camera dei deputati)
Der Wahlkreis Grosseto war von 1993 bis 2005 und ist seit 2017 wieder ein Wahlkreis (italienisch collegio elettorale) für die Wahl der Abgeordnetenkammer.

## Von 1993 bis 2005

### Wahlkreisgebiet
| Wahlkreise – Camera dei deputati – Toskana | Wahlkreise – Camera dei deputati – Toskana | Wahlkreise – Camera dei deputati – Toskana |
| Provinz                                    | Provinz                                    | Gemeinden nach Provinzen ⮞ Wahlkreis |
| ------------------------------------------ | ------------------------------------------ | --- |
|                                            | Provinz Arezzo (39 Gemeinden)              | 11 ⮞ Wahlkreis Arezzo 21 ⮞ Wahlkreis Montevarchi 7 ⮞ Wahlkreis Cortona |
|                                            | Provinz Florenz (44 Gemeinden)             | Teil von Florenz ⮞ Wahlkreis Florenz 1 Teil von Florenz ⮞ Wahlkreis Florenz 2 Teil von Florenz ⮞ Wahlkreis Florenz 3 14 + Teil von Florenz ⮞ Wahlkreis Florenz – Pontassieve 10 ⮞ Wahlkreis Bagno a Ripoli 8 ⮞ Wahlkreis Empoli 6 ⮞ Wahlkreis Scandicci 5 ⮞ Wahlkreis Sesto Fiorentino |
|                                            | Provinz Grosseto (28 Gemeinden)            | 10 ⮞ Wahlkreis Grosseto 17 ⮞ Wahlkreis Massa Marittima 1 ⮞ Wahlkreis Piombino |
|                                            | Provinz Livorno (20 Gemeinden)             | 1 + Teil von Livorno ⮞ Wahlkreis Livorno – Collesalvetti 2 + Teil von Livorno ⮞ Wahlkreis Livorno – Rosignano Marittimo 16 ⮞ Wahlkreis Piombino |
|                                            | Provinz Lucca (35 Gemeinden)               | 3 ⮞ Wahlkreis Lucca 26 ⮞ Wahlkreis Capannori 4 ⮞ Wahlkreis Viareggio 2 ⮞ Wahlkreis Massa |
|                                            | Provinz Massa-Carrara (17 Gemeinden)       | 2 ⮞ Wahlkreis Massa 15 ⮞ Wahlkreis Carrara |
|                                            | Provinz Pisa (39 Gemeinden)                | 3 ⮞ Wahlkreis Pisa 10 ⮞ Wahlkreis Cascina 25 ⮞ Wahlkreis Pontedera 1 ⮞ Wahlkreis Viareggio |
|                                            | Provinz Pistoia (22 Gemeinden)             | 8 ⮞ Wahlkreis Pistoia 12 ⮞ Wahlkreis Montecatini Terme 2 ⮞ Wahlkreis Prato – Montemurlo |
|                                            | Provinz Prato (7 Gemeinden)                | 2 + Teil von Prato ⮞ Wahlkreis Prato – Carmignano 4 + Teil von Prato ⮞ Wahlkreis Prato – Montemurlo |
|                                            | Provinz Siena (36 Gemeinden)               | 11 ⮞ Wahlkreis Siena 11 ⮞ Wahlkreis Cortona 14 ⮞ Wahlkreis Massa Marittima |

Der Wahlkreis umfasste 10 Gemeinden: Capalbio, Grosseto, Isola del Giglio, Magliano in Toscana, Manciano, Monte Argentario, Orbetello, Pitigliano, Scansano und Sorano.

### Wahlergebnisse

#### Parlamentswahl 1994

##### Direktstimmen
| Kandidaten               | Kandidaten              | Parteien                                 | Stimmen | %    |
| ------------------------ | ----------------------- | ---------------------------------------- | ------- | ---- |
|                          | Vincenzo Vivianigewählt | Progressisti                             | 35.222  | 36,6 |
|                          | Giulio Borgia           | Polo delle Libertà (FI – LN – CCD – UdC) | 26.283  | 27,3 |
|                          | Franco Mugnai           | Alleanza Nazionale                       | 18.414  | 19,1 |
|                          | Hubert Corsi            | Patto per l’Italia                       | 12.244  | 12,7 |
|                          | Antonio Schiaretti      | Lista Marco Pannella – Riformatori       | 3.567   | 3,7  |
|                          | Sabrina Diacciati       | Rinnovamento                             | 548     | 0,6  |
| Gesamt                   | Gesamt                  | Gesamt                                   | 96.278  | 100  |
|                          |                         |                                          |         |      |
| Ungültige Stimmen        | Ungültige Stimmen       | Ungültige Stimmen                        | 6.480   | 6,3  |
| Wähler                   | Wähler                  | Wähler                                   | 102.758 | 92,4 |
| Wahlberechtigte          | Wahlberechtigte         | Wahlberechtigte                          | 111.194 |      |
|                          |                         |                                          |         |      |
| Quelle: Innenministerium |                         |                                          |         |      |

##### Listenstimmen
| Parteien                             | Parteien                        | Parteien                           | Stimmen | %    |
| ------------------------------------ | ------------------------------- | ---------------------------------- | ------- | ---- |
|                                      | Progressisti                    | Partito Democratico della Sinistra | 24.545  | 25,1 |
| Partito della Rifondazione Comunista | Progressisti                    | 7.412                              | 7,6     |      |
| Partito Socialista Italiano          | Progressisti                    | 2.625                              | 2,7     |      |
| Federazione dei Verdi                | Progressisti                    | 1.901                              | 1,9     |      |
| Alleanza Democratica                 | Progressisti                    | 1.431                              | 1,5     |      |
| La Rete                              | Progressisti                    | 915                                | 0,9     |      |
| ↳ Gesamt                             | Progressisti                    | 38.829                             | 39,7    |      |
|                                      | Polo delle Libertà              | Forza Italia                       | 23.539  | 24,0 |
| Lega Nord                            | Polo delle Libertà              | 1.453                              | 1,5     |      |
| ↳ Gesamt                             | Polo delle Libertà              | 24.992                             | 25,5    |      |
|                                      | Alleanza Nazionale              | Alleanza Nazionale                 | 16.969  | 17,3 |
|                                      | Patto per l’Italia              | Partito Popolare Italiano          | 6.458   | 6,6  |
| Patto Segni                          | Patto per l’Italia              | 5.550                              | 5,7     |      |
| ↳ Gesamt                             | Patto per l’Italia              | 12.008                             | 12,3    |      |
|                                      | Lista Marco Pannella            | Lista Marco Pannella               | 4.024   | 4,1  |
|                                      | Socialdemocrazia per le Libertà | Socialdemocrazia per le Libertà    | 917     | 0,9  |
|                                      | Insieme per lo Sviluppo         | Insieme per lo Sviluppo            | 151     | 0,2  |
| Gesamt                               | Gesamt                          | Gesamt                             | 97.890  | 100  |
|                                      |                                 |                                    |         |      |
| Ungültige Stimmen                    | Ungültige Stimmen               | Ungültige Stimmen                  | 4.867   | 4,7  |
| Wähler                               | Wähler                          | Wähler                             | 102.757 | 92,4 |
| Wahlberechtigte                      | Wahlberechtigte                 | Wahlberechtigte                    | 111.194 |      |
|                                      |                                 |                                    |         |      |
| Quelle: Innenministerium             |                                 |                                    |         |      |

#### Parlamentswahl 1996

##### Direktstimmen
| Kandidaten               | Kandidaten             | Parteien            | Stimmen | %    |
| ------------------------ | ---------------------- | ------------------- | ------- | ---- |
|                          | Tiziana Parentigewählt | Polo per le Libertà | 45.550  | 48,1 |
|                          | Vincenzo Viviani       | L’Ulivo             | 44.338  | 46,9 |
|                          | Gerardo Palermo        | Fiamma Tricolore    | 3.087   | 3,3  |
|                          | Rolando Ciacci         | Lega Nord           | 1.657   | 1,8  |
| Gesamt                   | Gesamt                 | Gesamt              | 94.632  | 100  |
|                          |                        |                     |         |      |
| Ungültige Stimmen        | Ungültige Stimmen      | Ungültige Stimmen   | 6.289   | 6,2  |
| Wähler                   | Wähler                 | Wähler              | 100.921 | 90,3 |
| Wahlberechtigte          | Wahlberechtigte        | Wahlberechtigte     | 111.777 |      |
|                          |                        |                     |         |      |
| Quelle: Innenministerium |                        |                     |         |      |

##### Listenstimmen
| Parteien                                          | Parteien                             | Parteien                             | Stimmen | %    |
| ------------------------------------------------- | ------------------------------------ | ------------------------------------ | ------- | ---- |
|                                                   | Polo per le Libertà                  | Alleanza Nazionale                   | 21.294  | 22,3 |
| Forza Italia                                      | Polo per le Libertà                  | 20.236                               | 21,2    |      |
| CCD – CDU                                         | Polo per le Libertà                  | 3.912                                | 4,1     |      |
| ↳ Gesamt                                          | Polo per le Libertà                  | 45.442                               | 47,7    |      |
|                                                   | L’Ulivo                              | Partito Democratico della Sinistra   | 24.616  | 25,8 |
| Popolari per Prodi (PPI – SVP – PRI – UD – Prodi) | L’Ulivo                              | 4.356                                | 4,6     |      |
| Rinnovamento Italiano                             | L’Ulivo                              | 3.938                                | 4,1     |      |
| Federazione dei Verdi                             | L’Ulivo                              | 1.339                                | 1,4     |      |
| ↳ Gesamt                                          | L’Ulivo                              | 34.249                               | 35,9    |      |
|                                                   | Partito della Rifondazione Comunista | Partito della Rifondazione Comunista | 9.284   | 9,7  |
|                                                   | Lista Pannella – Sgarbi              | Lista Pannella – Sgarbi              | 2.538   | 2,7  |
|                                                   | Lega Nord                            | Lega Nord                            | 1.103   | 1,2  |
|                                                   | Fiamma Tricolore                     | Fiamma Tricolore                     | 1.095   | 1,1  |
|                                                   | Partito Socialista                   | Partito Socialista                   | 1.054   | 1,1  |
|                                                   | Movimento Autonomista Toscano        | Movimento Autonomista Toscano        | 301     | 0,3  |
|                                                   | Mani Pulite                          | Mani Pulite                          | 202     | 0,2  |
|                                                   | Partito Umanista                     | Partito Umanista                     | 61      | 0,1  |
| Gesamt                                            | Gesamt                               | Gesamt                               | 95.329  | 100  |
|                                                   |                                      |                                      |         |      |
| Ungültige Stimmen                                 | Ungültige Stimmen                    | Ungültige Stimmen                    | 5.585   | 5,5  |
| Wähler                                            | Wähler                               | Wähler                               | 100.914 | 90,3 |
| Wahlberechtigte                                   | Wahlberechtigte                      | Wahlberechtigte                      | 111.777 |      |
|                                                   |                                      |                                      |         |      |
| Quelle: Innenministerium                          |                                      |                                      |         |      |

#### Parlamentswahl 2001

##### Direktstimmen
| Kandidaten               | Kandidaten             | Parteien           | Stimmen | %    |
| ------------------------ | ---------------------- | ------------------ | ------- | ---- |
|                          | Roberto Tortoligewählt | Casa delle Libertà | 44.469  | 48,8 |
|                          | Enrico Letta           | L’Ulivo            | 44.057  | 48,4 |
|                          | Filippo De Martino     | Lista Emma Bonino  | 2.566   | 2,8  |
| Gesamt                   | Gesamt                 | Gesamt             | 91.092  | 100  |
|                          |                        |                    |         |      |
| Ungültige Stimmen        | Ungültige Stimmen      | Ungültige Stimmen  | 6.416   | 6,6  |
| Wähler                   | Wähler                 | Wähler             | 97.508  | 87,4 |
| Wahlberechtigte          | Wahlberechtigte        | Wahlberechtigte    | 111.513 |      |
|                          |                        |                    |         |      |
| Quelle: Innenministerium |                        |                    |         |      |

##### Listenstimmen
| Parteien                               | Parteien                             | Parteien                             | Stimmen | %    |
| -------------------------------------- | ------------------------------------ | ------------------------------------ | ------- | ---- |
|                                        | Casa delle Libertà                   | Forza Italia                         | 25.647  | 28,2 |
| Alleanza Nazionale                     | Casa delle Libertà                   | 17.228                               | 18,9    |      |
| CCD – CDU                              | Casa delle Libertà                   | 2.004                                | 2,2     |      |
| Nuovo PSI                              | Casa delle Libertà                   | 1.258                                | 1,4     |      |
| Lega Nord                              | Casa delle Libertà                   | 308                                  | 0,3     |      |
| ↳ Gesamt                               | Casa delle Libertà                   | 46.445                               | 51,0    |      |
|                                        | L’Ulivo                              | Democratici di Sinistra              | 21.628  | 23,7 |
| La Margherita (Dem – PPI – RI – Udeur) | L’Ulivo                              | 10.671                               | 11,7    |      |
| Il Girasole (FdV – SDI)                | L’Ulivo                              | 1.647                                | 1,8     |      |
| Partito dei Comunisti Italiani         | L’Ulivo                              | 1.639                                | 1,8     |      |
| ↳ Gesamt                               | L’Ulivo                              | 35.585                               | 39,1    |      |
|                                        | Partito della Rifondazione Comunista | Partito della Rifondazione Comunista | 4.321   | 4,7  |
|                                        | Lista Emma Bonino                    | Lista Emma Bonino                    | 2.082   | 2,3  |
|                                        | Lista Di Pietro                      | Lista Di Pietro                      | 1.747   | 1,9  |
|                                        | Democrazia Europea                   | Democrazia Europea                   | 729     | 0,8  |
|                                        | Comunismo                            | Comunismo                            | 133     | 0,1  |
|                                        | Abolizione Scorporo                  | Abolizione Scorporo                  | 44      | 0,0  |
| Gesamt                                 | Gesamt                               | Gesamt                               | 91.086  | 100  |
|                                        |                                      |                                      |         |      |
| Ungültige Stimmen                      | Ungültige Stimmen                    | Ungültige Stimmen                    | 6.403   | 6,6  |
| Wähler                                 | Wähler                               | Wähler                               | 97.489  | 87,4 |
| Wahlberechtigte                        | Wahlberechtigte                      | Wahlberechtigte                      | 111.513 |      |
|                                        |                                      |                                      |         |      |
| Quelle: Innenministerium               |                                      |                                      |         |      |

## Von 2017 bis 2020

### Wahlkreisgebiet
| Wahlkreise – Camera dei deputati – Toskana | Wahlkreise – Camera dei deputati – Toskana | Wahlkreise – Camera dei deputati – Toskana |
| Provinz                                    | Provinz                                    | Gemeinden nach Provinzen ⮞ Wahlkreis |
| ------------------------------------------ | ------------------------------------------ | --- |
|                                            | Metropolitanstadt Florenz (42 Gemeinden)   | Teil von Florenz ⮞ Wahlkreis Florenz – Novoli – Peretola Teil von Florenz ⮞ Wahlkreis Florenz – Scandicci 15 ⮞ Wahlkreis Empoli 19 ⮞ Wahlkreis Sesto Fiorentino 3 ⮞ Wahlkreis Poggibonsi |
|                                            | Provinz Arezzo (37 Gemeinden)              | 30 ⮞ Wahlkreis Arezzo 5 ⮞ Wahlkreis Siena 2 ⮞ Wahlkreis Sesto Fiorentino |
|                                            | Provinz Grosseto (28 Gemeinden)            | alle ⮞ Wahlkreis Grosseto |
|                                            | Provinz Livorno (20 Gemeinden)             | 11 ⮞ Wahlkreis Livorno 9 ⮞ Wahlkreis Grosseto |
|                                            | Provinz Lucca (33 Gemeinden)               | 26 ⮞ Wahlkreis Lucca 5 ⮞ Wahlkreis Massa 2 ⮞ Wahlkreis Pistoia |
|                                            | Provinz Massa-Carrara (17 Gemeinden)       | alle ⮞ Wahlkreis Massa |
|                                            | Provinz Pisa (37 Gemeinden)                | 12 ⮞ Wahlkreis Pisa 25 ⮞ Wahlkreis Poggibonsi |
|                                            | Provinz Pistoia (20 Gemeinden)             | 17 ⮞ Wahlkreis Pistoia 2 ⮞ Wahlkreis Prato 1 ⮞ Wahlkreis Empoli |
|                                            | Provinz Prato (7 Gemeinden)                | alle ⮞ Wahlkreis Prato |
|                                            | Provinz Siena (35 Gemeinden)               | 30 ⮞ Wahlkreis Siena 5 ⮞ Wahlkreis Poggibonsi |

Der Wahlkreis umfasste 37 Gemeinden:
- alle 28 Gemeinden der Provinz Grosseto;
- 9 Gemeinden der Provinz Livorno (Campo nell’Elba, Capoliveri, Marciana, Marciana Marina, Piombino, Porto Azzurro, Portoferraio, Rio Marina und Rio nell’Elba).

Vor der Wahl 2018 wurden die Gemeinden Rio Marina und Rio nell’Elba abgeschafft und die Gemeinde Rio gegründet.

### Wahlergebnisse

#### Parlamentswahl 2018
| Kandidaten               | Kandidaten            | Stimmen | %    | Listen                                      | Stimmen | %    |
| ------------------------ | --------------------- | ------- | ---- | ------------------------------------------- | ------- | ---- |
|                          | Mario Lolinigewählt   | 60.331  | 37,1 | Lega                                        | 33.714  | 20,7 |
| Forza Italia             | Mario Lolinigewählt   | 60.331  | 37,1 | 17.450                                      | 10,7    |      |
| Fratelli d’Italia        | Mario Lolinigewählt   | 60.331  | 37,1 | 8.167                                       | 5,0     |      |
| Noi con l’Italia – UDC   | Mario Lolinigewählt   | 60.331  | 37,1 | 1.000                                       | 0,6     |      |
|                          | Leonardo Marras       | 45.674  | 28,1 | Partito Democratico                         | 39.257  | 24,1 |
| +Europa                  | Leonardo Marras       | 45.674  | 28,1 | 4.221                                       | 2,6     |      |
| Italia Europa Insieme    | Leonardo Marras       | 45.674  | 28,1 | 1.481                                       | 0,9     |      |
| Civica Popolare          | Leonardo Marras       | 45.674  | 28,1 | 715                                         | 0,4     |      |
|                          | Caterina Orlandi      | 43.434  | 26,7 | Movimento 5 Stelle                          | 43.434  | 26,7 |
|                          | Alessandro Brunini    | 5.455   | 3,4  | Liberi e Uguali                             | 5.455   | 3,4  |
|                          | Massimo Cini          | 2.610   | 1,6  | Potere al Popolo!                           | 2.610   | 1,6  |
|                          | Gino Tornusciolo      | 2.082   | 1,3  | CasaPound Italia                            | 2.082   | 1,3  |
|                          | Alessandra Salvaterra | 1.441   | 0,9  | Partito Comunista                           | 1.441   | 0,9  |
|                          | Valentina Bucchi      | 748     | 0,5  | Italia agli Italiani (FT – FN)              | 748     | 0,5  |
|                          | Manola Finetti        | 518     | 0,3  | Il Popolo della Famiglia                    | 518     | 0,3  |
|                          | Alessio Floriano Leo  | 351     | 0,2  | Per una Sinistra Rivoluzionaria (SCR – PCL) | 351     | 0,2  |
| Gesamt                   | Gesamt                | 162.644 | 100  |                                             | 162.644 | 100  |
|                          |                       |         |      |                                             |         |      |
| Ungültige Stimmen        | Ungültige Stimmen     | 5.119   | 3,1  |                                             |         |      |
| Wähler                   | Wähler                | 167.763 | 74,9 |                                             |         |      |
| Wahlberechtigte          | Wahlberechtigte       | 224.086 |      |                                             |         |      |
|                          |                       |         |      |                                             |         |      |
| Quelle: Innenministerium |                       |         |      |                                             |         |      |

## Seit 2020

### Wahlkreisgebiet
| Wahlkreise – Camera dei deputati – Toskana | Wahlkreise – Camera dei deputati – Toskana | Wahlkreise – Camera dei deputati – Toskana                                                                 |
| Provinz                                    | Provinz                                    | Gemeinden nach Provinzen ⮞ Wahlkreis                                                                       |
| ------------------------------------------ | ------------------------------------------ | --- |
|                                            | Metropolitanstadt Florenz (41 Gemeinden)   | 1 ⮞ Wahlkreis Florenz 28 ⮞ Wahlkreis Scandicci 9 ⮞ Wahlkreis Prato 2 ⮞ Wahlkreis Arezzo 1 ⮞ Wahlkreis Pisa |
|                                            | Provinz Arezzo (36 Gemeinden)              | alle ⮞ Wahlkreis Arezzo                                                                                    |
|                                            | Provinz Grosseto (28 Gemeinden)            | alle ⮞ Wahlkreis Grosseto                                                                                  |
|                                            | Provinz Livorno (19 Gemeinden)             | alle ⮞ Wahlkreis Livorno                                                                                   |
|                                            | Provinz Lucca (33 Gemeinden)               | 26 ⮞ Wahlkreis Lucca 7 ⮞ Wahlkreis Massa                                                                   |
|                                            | Provinz Massa-Carrara (17 Gemeinden)       | alle ⮞ Wahlkreis Massa                                                                                     |
|                                            | Provinz Pisa (37 Gemeinden)                | alle ⮞ Wahlkreis Pisa                                                                                      |
|                                            | Provinz Pistoia (20 Gemeinden)             | 13 ⮞ Wahlkreis Lucca 7 ⮞ Wahlkreis Prato                                                                   |
|                                            | Provinz Prato (7 Gemeinden)                | alle ⮞ Wahlkreis Prato                                                                                     |
|                                            | Provinz Siena (35 Gemeinden)               | alle ⮞ Wahlkreis Grosseto                                                                                  |

Der Wahlkreis umfasst 63 Gemeinden:
- alle 28 Gemeinden der Provinz Grosseto;
- alle 35 Gemeinden der Provinz Siena.

### Wahlergebnisse

#### Parlamentswahl 2022
| Kandidaten                          | Kandidaten            | Stimmen | %    | Listen                                                  | Stimmen | %    |
| ----------------------------------- | --------------------- | ------- | ---- | ------------------------------------------------------- | ------- | ---- |
|                                     | Fabrizio Rossigewählt | 98.659  | 40,7 | Fratelli d’Italia                                       | 68.351  | 28,2 |
| Lega per Salvini Premier            | Fabrizio Rossigewählt | 98.659  | 40,7 | 15.347                                                  | 6,3     |      |
| Forza Italia                        | Fabrizio Rossigewählt | 98.659  | 40,7 | 13.805                                                  | 5,7     |      |
| Noi Moderati                        | Fabrizio Rossigewählt | 98.659  | 40,7 | 1.156                                                   | 0,5     |      |
|                                     | Enrico Rossi          | 82.107  | 33,9 | Partito Democratico – Italia Democratica e Progressista | 64.712  | 26,7 |
| Alleanza Verdi e Sinistra           | Enrico Rossi          | 82.107  | 33,9 | 9.865                                                   | 4,1     |      |
| +Europa                             | Enrico Rossi          | 82.107  | 33,9 | 6.424                                                   | 2,7     |      |
| Impegno Civico – Centro Democratico | Enrico Rossi          | 82.107  | 33,9 | 1.106                                                   | 0,5     |      |
|                                     | Luca Giacomelli       | 25.118  | 10,4 | Movimento 5 Stelle                                      | 25.118  | 10,4 |
|                                     | Stefano Scaramelli    | 22.106  | 9,1  | Azione – Italia Viva                                    | 22.106  | 9,1  |
|                                     | Federico Celentano    | 4.532   | 1,9  | Italexit per l’Italia                                   | 4.532   | 1,9  |
|                                     | Salvatore Allocca     | 4.358   | 1,8  | Unione Popolare                                         | 4.358   | 1,8  |
|                                     | Roberta Fabbri        | 3.836   | 1,6  | Italia Sovrana e Popolare                               | 3.836   | 1,6  |
|                                     | Federico Zacchei      | 1.525   | 0,6  | Vita                                                    | 1.525   | 0,6  |
| Gesamt                              | Gesamt                | 242.241 | 100  |                                                         | 242.241 | 100  |
|                                     |                       |         |      |                                                         |         |      |
| Ungültige Stimmen                   | Ungültige Stimmen     | 11.330  | 4,5  |                                                         |         |      |
| Wähler                              | Wähler                | 253.571 | 68,5 |                                                         |         |      |
| Wahlberechtigte                     | Wahlberechtigte       | 369.982 |      |                                                         |         |      |
|                                     |                       |         |      |                                                         |         |      |
| Quelle: Innenministerium            |                       |         |      |                                                         |         |      |